# Jeglia
Jeglia – wieś w Polsce położona w województwie warmińsko-mazurskim, w powiecie działdowskim, w gminie Rybno. 
| SIMC    | Nazwa     | Rodzaj    |
| ------- | --------- | --------- |
| 0124914 | Biele     | część wsi |
| 0997536 | Gapowo    | część wsi |
| 0124920 | Pod Lasem | część wsi |
| 0124937 | Za Torem  | część wsi |

Liczba ludności – 310 osób.
W latach 1975–1998 miejscowość należała do województwa ciechanowskiego.
Jeglia położona jest w otulinie Welskiego Parku Krajobrazowego. Projekt rezerwatu, obejmujący przyległe kompleksy grądów leśnictwa Kostkowo, w nazwie "Ząpy Jeglijskie".
Wieś należała do dóbr stołowych biskupa chełmińskiego wchodząc w skład klucza lubawskiego. W latach 1818–1932 Jeglia należała do powiatu lubawskiego. Do czasu ustanowienia parafii katolickiej w Rybnie (1 lipca 1928 roku), miejscowość należała do parafii w Rumianie.
We wsi funkcjonuje przystanek kolejowy Jeglia (od 1985 roku). Budynki pochodzą z czasów pierwszej wojny światowej. W jednym z nich znajdują się lokatorzy. Jest też budynek świetlicy wiejskiej. We wsi znajduje się także czynnie działająca jednostka OSP. Niedaleko figury Matki Boskiej stoi budynek z czasów przedwojennych, w którym znajdowała się oberża i zajazd dla podróżnych. Korzystali z nich kupcy, jadący drogą gruntową od strony Rybna przez "korzeniec" (potoczna nazwa lasu) do Lidzbarka Welskiego na targowisko. Istniejąca szkoła podstawowa została zlikwidowana.
W Jeglii w rodzinie miejscowego nauczyciela urodził się 26 grudnia 1842 roku Jan Batke – ksiądz katolicki, znany działacz społeczny i narodowy na Ziemi Lubawskiej.